# Michel Anfrol
Michel Katchoura , né le 29 mars 1935 à Paris et mort le 19 mai 2019 au Plessis-Robinson,,, est un journaliste français, grand reporter connu sous son pseudonyme Michel Anfrol. 
Il est notamment connu pour avoir coprésenté en 1969, les images en direct à la télévision française du premier pas de l'homme sur la Lune. Il est président des Amis de la Fondation Charles-de-Gaulle
et fait partie, de 2007 à sa mort, de la Grande Famille mondiale du Liban.

## Carrière
Michel Anfrol, licencié en droit, est diplômé de Sciences Po de Paris et diplômé d'italien (université de Perugia).
Au début des années 1950, il adhère au Rassemblement du peuple français. En 1954-1955, dernier secrétaire général des étudiants gaullistes RPF. 
Il débute dans la presse parlée à Europe 1 au service des variétés.
En février 1960, il entre à Paris Inter, à la RTF qui deviendra l'ORTF.
Il a notamment commenté la construction du mur de Berlin en 1961.
Sa première intervention à la télévision date de juillet 1961, sur la bataille de Bizerte. 
À la radio, il intervient au journal parlé dans Inter actualités.
Au cours de sa carrière de journaliste, il va suivre pas à pas Charles de Gaulle. En 1962, journaliste-accrédité, il l'accompagne lors de son voyage en Allemagne à Ludwigsbourg dans le land de Bade-Wurtemberg.
En 1965, il est correspondant aux États-Unis.
En 1968, journaliste non gréviste, il présente le journal sur l'unique chaîne de télévision.
Dans la nuit du 20 au 21 juillet 1969, il présente avec Jean-Pierre Chapel en direct à la télévision, les images du premier pas de l'homme sur la lune. Ces images seront diffusées dans de nombreux pays francophones et suivies par plusieurs millions de téléspectateurs.
En 1970, il est en poste au bureau étranger de l'ORTF, en Italie à Rome.
En 1975-1976, il est en poste aux États-Unis, correspondant permanent.
Par ailleurs, Michel Anfrol écrivit dans trois quotidiens parisiens Le Monde en 1965, L'Aurore de 1966 à 1968, Le Quotidien de Paris de 1980 à 1990.

## Publications

### Essais
- Les Quarante ans de la Fondation Charles De Gaulle, In "Espoir : Revue de la Fondation Charles de Gaulle", printemps 2011, no 164, p. 1-75
- Les 50 ans du Traité de l'Élysée, In : "De Gaulle et Adenauer : les bâtisseurs de l'amitié franco-allemande", dossier extrait de : "Espoir : Revue de la Fondation Charles de Gaulle", été 2012, no 169, p. 3-26
- Hélène et Julien Brando, Entretiens avec Michel Anfrol : du RPF à l'ORTF, Regain de lecture 2020